# Jems Robert Koko Bi
Jems Robert Koko Bi, né en 1966 à Sinfra, est un sculpteur et performeur ivoirien qui a vécu et travaillé à Essen en Allemagne. Il a effectué ses études en Côte d'Ivoire puis en Allemagne après l'obtention d'une bourse d'études. Il participa à de nombreuses expositions et reçu divers prix. À travers ses œuvres d'art, il met en vue les tares de la société. Depuis 2013, Jems Robert réside dans son pays natal. En 2018, son travail abattu lui permit d'être le lauréat du prix d'excellence pour le cinéma et les arts visuels lors de la journée nationale d'excellence ivoirienne.

## Biographie

### Enfance
Né en 1966 à Sinfra,,, Jems Robert Koko Bi a été séparé de sa ville natale dès l’âge de 8 ans. Son père, un catholique converti, a pris la décision de l'amener vivre chez son oncle gendarme, dans le Nord-Est de la Côte d'Ivoire, compte tenu de son attrait pour les masques sacrés de leur communauté.  

### Formation
Conduit à Abidjan pour ses études supérieures, Jems finit par abandonner la faculté de Lettres (c'est-à-dire l'Espagnol) à l'université Félix Houphouët-Boigny de Cocody d'Abidjan, à la suite d'une discussion avec des apprenants du beaux-arts. Ayant toujours un lien avec les masques sacrés, il débuta ses études en 1988, à l'institut national supérieur des arts et de l'action culturelle (INSAAC) de Côte d'Ivoire. Ainsi, il obtint en 1992, le diplôme national des beaux-arts et entra dans l'atelier de l'artiste Klaus Simon. En 1994, ayant obtenu le diplôme supérieur des beaux-arts, il clôt ses études dans cet établissement en 1995 et sort de l'atelier. Par la suite, il devient en 1996, breveté apte à donner des enseignements au niveau supérieur. 
Boursier en 1997 du DAAD Scholarship (une bourse d'études allemande), il décide de continuer ses études à l'académie des beaux-arts de Düsseldorf. En 2000, il fut étudiant en master, de professeur Klaus Rinke. Alors,c'est dans ce pays qu'il décida de commencer sa carrière.         
|                                                             |                                                                                          |                                                   |
| Université Félix Houphouët-Boigny d'Abidjan (Côte d'Ivoire) | Institut National Supérieur des Arts et de l'Action Culturelle d'Abidjan (Côte d'Ivoire) | Académie des Beaux-Arts de Düsseldorf (Allemagne) |

### Carrière professionnelle
Sculpteur et performeur vivant et travaillant à Essen, Jems Robert Koko Bi a pour matériau de prédilection, la ciselure de bois brûlé. À travers ses œuvres, il expose les tares de la société, à savoir la lutte pour le pouvoir, les migrations clandestines, les différences et les dominations.
En 2000, il reçoit le prix de la Biennale de Dakar puis le prix de la Francophonie pour son œuvre "Darfur" à la 8ème édition de Dak’Art en 2008. Il a participé à de nombreuses expositions internationales, notamment au centre d'art contemporain Wifredo Lam, Biennale de la Havane à Cuba en 2003, à la dOCUMENTA (13) à Cassel en Allemagne en 2012, et au pavillon ivoirien de la Biennale de Venise en 2013, 2015 et 2017.
Son travail est présenté dans l’exposition The Divine Comedy en 2014, au Museum für Moderne Kunst Frankfurt, en Allemagne et en 2015 au musée national d'art africain Smithsonian aux États-Unis. Cette même année, la Galerie Cécile Fakhoury présente son exposition personnelle "No man’s land" à Abidjan. Cette même année, ses œuvres sont exposées au musée du Quai Branly en France dans l’exposition Les Maîtres de la sculpture de Côte d’Ivoire.
En 2016, il est invité par la Biennale de Dakar pour présenter son installation Racines sur la place du Souvenir à l’occasion de l’exposition "Contours" et en 2017, il prit part à l’exposition Evènement Continua Sphères Ensemble au 104 à Paris.
Le 6 août 2018, à la 6e édition de la journée nationale d'excellence de Côte d'Ivoire, il reçut le prix d'excellence pour le cinéma et les arts visuels,. 

## Récompenses
- Prix de la Düsseldorf Art Association

- Prix de la Biennale de Dakar[8]

- Bourse de projet Foundation Art and Culture, North Rhine Westphalia

- Bourse Ifa Project

- Prix de l’église protestante d’Essen[4]

- Prix de la Francophonie de la 8ème Biennale de Dak’ART
- Prix d'excellence pour le cinéma et les arts visuels[8]

## Quelques œuvres
- 2018 : Cercle de vies[4].

- 2017 : Au-delà des chaises #1 bois de chêne 210 x 50 x 70 cm.
- 2017 : Au-delà des chaises #2 bois de chêne brûlé 200 x 60 x 60 cm[4].

- 2016 : No man's land #1 bois de teck 40 x 20 x 25 cm.
- 2016 : No man's land #2 bois de teck brûlé 37 x 23 x 24 cm.
- 2016 : No man's land #3 bois de teck brûlé 37 x 23 x 24 cm[4].

- 2015 : Troncommun et Homeless bois de teck brûlé 37 x 23 x 24 cm.
- 2015 : Domino bois de teck, 238 x 260 x 113 cm
- 2015 : Pause dimensions variables, bois de teck brûlé 37 x 23 x 24 cm[4].

- 2014 : Frida, série ballet des chaises, bois de teck brûlé 37 x 23 x 24 cm.
- 2014 : Pina, série ballet des chaises, bois de teck brûlé 37 x 23 x 24 cm.
- 2014 : Cassandra, série ballet des chaises, bois de teck brûlé 37 x 23 x 24 cm.
- 2014 : Rebecca, série ballet des chaises, bois de teck brûlé 37 x 23 x 24 cm[4].
- 2012 : The passengers, bois de teck brûlé 37 x 23 x 24 cm[4].

- 2010 : The last Empire, bois de teck brûlé 37 x 23 x 24 cm[4].
- 2007 : Darfur, sculpture sur bois brûlé, 275 x 200 x 120 cm[1]

## Performances
- 2010 : Pain of the Freedom, Marktkirche Essen, Allemagne
- 2008 : Duty paid, Musée Rotonde des Arts, Abidjan, Côte d'Ivoire[4]
- 2007 : ROSE KRANZE KUBUS, Jems Robert Koko Bi-Prof. Klaus Rinke, Musée des beaux-arts de Leipzig, Allemagne
- 2006 : Humans Earth, Darmstadt, Allemagne
- 2004 : Mea Culpa, Child to Father, Joucas, France
- 2003 : Ways of Sorrow Biennale de La Havane, Cuba[4]
- 2002 : Misery, Biennale de Dakar, Sénégal
- 2002 : Misery 2 Centre d'art contemporain de l'Afrique australe, orientale et occidentale, Bruxelles, Belgique
- 2001 : The Return of the Children of Gorée Île de Gorée, Sénégal
- 2001 : Exchanging the ground Düsseldorf, Allemagne[4]

## Expositions

### Expositions personnelles
- 2020 : Im Wald Geboren (Né dans la forêt), Kunstmuseum Reutlingen, Allemagne

- 2018 : Cercle de vies, Galerie Cécile Fakhoury, Abidjan, Côte d'Ivoire
- 2018 : Retour, Hôtel le Sokhamon, Galerie Cécile Fakhoury, provenant de la 13e Biennale de Dakar, Sénégal[4]

- 2017 : Terre d'origine, Fondation Donwahi, Abidjan, Côte d'Ivoire

- 2015 : No man's land, Galerie Cécile Fakhoury, Abidjan, Côte d’Ivoire

- 2012 : Sculpteur en visite, Université d'État de Californie, Bakersfield

- 2009 : Galerie nomade Bruxelles, Belgique[4]

### Expositions collectives
- 2019 : 1:54 Contemporary African Art Fair, Galerie Cécile Fakhoury,  Industria, New-York City, Usa

- 2019 : Artzuid, Biennale de Sculpture d, Pays-Bas

- 2019 : Prête-moi ton rêve, Villa D’Anfa, Casablaca, Maroc

- 2019 : Prête-moi ton rêve, Musée des Civilisations Noires, Dakar, Sénégal
- 2019 : L’Esprit du Large, Galerie Cécile Fakhoury, Dakar, Sénégal
- 2019 : L’Esprit du Large - chapitre II, Galerie Cécile Fakhoury, Abidjan, Côte d’Ivoire
- 2019 : Abidjan Green'arts, Biennale des arts de la forêt, Forêt du Banco, Abidjan, Côte d’Ivoire

- 2018 : La cloche des fourmis, Laboratoire Agit'art, provenant de la 13e Biennale de Dakar, Sénégal

- 2017 : Continua Sphères Ensemble, Le Cent Quatre, Paris, France
- 2017 : Sculpteur d'Afriques, Les Éclaireurs, Palais Des Papes, Avignon, France
- 2017 : The Juices of Times, Pavillon ivoirien, 57ème Biennale de Venise
- 2017 : Art Paris Art Fair, Grand Palais, Paris, France
- 2017 : Cape Town Art Fair, CTICC, Afrique du Sud

- 2016 : Contours, Place du Souvenir, 12e Biennale de Dakar, Sénégal
- 2016 : Une collection particulière, Galerie Cécile Fakhoury, provenant de la 12e Biennale de Dakar, Sénégal[4]

- 2015 : Les maîtres de la sculpture de Côte d'Ivoire, Musée du Quai Branly, Paris, France
- 2015 : The Divine Comedy : Le paradis, l'enfer et le purgatoire revisités par des artistes africains contemporains, musée national d'art africain Smithsonian, Whashington DC, USA

- 2014 : 1:54 Foire d'art africain contemporain, Galérie Cécile Fakhoury, Somerset House, Londres, UK
- 2014 : Group show, Galerie Cécile Fakhoury, Abidjan, Côte d’Ivoire
- 2014 : Dak’Art Off - Galerie Cécile Fakhoury Group Show, Dakar, Sénégal
- 2014 : "The Divine Comedy: Le paradis, l'enfer et le purgatoire revisités par des artistes africains contemporains"
- 2014 : MMK, Frankfurt, Allemagne. Exposition itinérante

- 2013 : "International Sculpture Route", Amsterdam, Pays-Bas
- 2013 : "55th Venise Biennale", Pavillon ivoirien, Venise, Italie
- 2013 : Totem, Sculpture Symposium, Fondation Blachère, Apt, France

- 2012 : Visitig artist, Université d'État de Californie, Bakersfield, USA
- 2012 : Issa Samb/Jems Koko Bi, dOCUMENTA (13), Cassel, Allemagne
- 2011 : Black World Festival, Dakar, Sénégal
- 2011 : Let's get over it, Kunstraum Notkirche Essen, Allemagne[4]
- 2011 : Bas les Masques, Guyancourt, France
- 2011 : "America, It's Also Our History : Three centuries of relations between Europe and the United States, le Musée de l'Europe, Bruxelles, Belgique

- 2010 : Amis des Arts Bicici, Abidjan, Côte d’Ivoire
- 2010 : Musée de Bozar, Bruxelles, Belgique
- 2010 : Essen Kulturhauptstadt Europa 2010, Marktkirch, Essen, Allemagne
- 2010 : III Festival Mondial des Arts Nègres : Modernités & Résistances, Aux Souffles du Monde 3rd World Festival of Black Arts and Cultures, Dakar, Sénégal
- 2010 : Le nord, le sud, l’est et l’ouest, Comptoirs du Fleuve, St Louis, Sénégal
- 2010 : Seven Artists, One Continent, Ed Cross fine art, St Louis, Sénégal

- 2009 : Jems Robert Koko Bi, Nomad Gallery Bruxelles, Belgique
- 2009 : Seven artists, one continent, Ed Cross fine art, Londres, Royaume-Uni

- 2008 : Die Große, La grande exposition de Düsseldorf, musée du Palais des Arts, Düsseldorf, Allemagne

- 2008 : L'Amérique est notre histoire, musée européen, Bruxelles, Belgique
- 2008 : Centre Atlantique d'Art Moderne, Las Palmas, Espagne

- 2007 : VIe Biennale internationale de gravure de Versailles, France
- 2007 : Château des Templiers, Gréoux Les Bains, France
- 2007 : Biennale CAFKA 2007, Forum d'art contemporain, Kitchener-Waterloo, Canada

- 2006 : Biennale de Dak’ART, Sénégal
- 2006 : “Europe-Africa”, Bruxelles, Belgique

- 2005 : Musée de la ville Gelsenkirchen, Allemagne
- 2005 : Musée de la communication, Berlin, Allemagne

- 2004 : Espace François-Mitterrand, Guingamp, France

- 2003 : Palais du monastère, Saint-Hubert, Belgique
- 2003 : Centre d'art contemporain Wifredo Lam, Biennale Height La Havane, Cuba[7]

- 2002 : Biennale de Dak’ART, Sénégal
- 2002 : Musée national IFAN, Dakar, Sénégal
- 2002 : Musée des Arts Palais Düsseldorf, Allemagne

- 2001 : Galerie de la ville, Kaarst, Allemagne
- 2001 : Paradis Obscur Forum Artiste visuel, Essen, Allemagne[4]

- 2000 : Biennale de Dak’ART, Sénégal

- 1999 : Galerie d'art européenne, Vicht, Allemagne
- 1999 : Traumfabrik, Galerie Sparkass, Mulheim An Der Ruhr

- 1998 : Musée de la ville Heilbronn, Allemagne

- 1998 : Maison d'Iwalawa, Université de Bayreuth, Allemagne

- 1997 : Artefact 97, Abidjan, Côte d’Ivoire
- 1997 : Städlische Museen Heilbronn, Allemagne

- 1996 : Ewole 96, French Cultural Center of Lomé, Togo
- 1996 : Artefact 96, Abidjan, Côte d’Ivoire

- 1995 : Musée d’Art contemporain, Abidjan-Cocody, Côte d’Ivoire
- 1995 : Musée Lehmbruck, Duisburg, Allemagne
- 1995 : Musée de la ville, Heilbronn, Allemagne
- 1995 : Musée des Cultures du Monde, Berlin, Allemagne
- 1995 : Musée du Palais, Gotha, Allemagne[4]